# Dipodillus campestris
Dipodillus campestris là một loài động vật có vú trong họ Chuột, bộ Gặm nhấm. Loài này được Loche mô tả năm 1867.